# Garibaldi (napuljski metro)
Garibaldi je stanica podzemne podzemne željeznice koja služi liniji 1 napuljske podzemne željeznice, susjedna je i povezana podzemnim prolazom s Glavnom željezničkom stanicom, Circumvesuvianom i linijom 2. Otvoren je 31. prosinca 2013. kao proširenje linije s jednom stanicom, nakon stanice Università.